# クラフト・センター・ジャパン
クラフト・センター・ジャパン（略称C.C.J）とは、東京中野区にある団体。以前は経済産業省管轄の財団法人だったが、公益法人制度改革に伴い、2010年10月1日に一般財団法人に移行。2014年に法人を解散。 
クラフト・センター・ジャパンは、日本各地の味わい深い高品質なクラフトを、より多くの方々に知っていただき、 広くご愛用いただくことで、貴重な技術、資源の継承と、産地経済振興を目指しています。 日本橋、名古屋栄、札幌などの丸善店内に常設展示場があったが、丸善がクラフト・センター・ジャパンの支援から手を引いたため、現在では年一回、全国で展示会を行っている。

## 設立メンバー
司忠、飯泉新吾、井野礼二、勝見勝、加藤達美、草間省二良、佐藤潤四郎、杉山啓次、高城元、内藤正光、林玲子、菱田安彦、藤森健次、三輪智一、村田恒、吉田丈夫、若林一一、渡辺力、渡辺英夫、原照夫

## 沿革
- 1959年3月　創立。　設立当時の表記は「クラフト　センター　ジャパン」

設立の目的は「国内に於ける手工芸品のデザインの研究、啓発、秀れた製品の発掘、製作の指導及製品の展示等を通じ、優秀なる手工芸品を普及すると共に、国外に対しては日本の新しい有力なる輸出産業の一つとして発展せしめる事」（設立趣意パンフレットより）
- 1960年1月8日　通産省より財団法人の設立認可
- 1960年10月　機関誌クラフト発行
- 1971年3月　活動メンバーが総辞職。佐藤潤四郎、秋岡芳夫、神代雄一郎らが再建の方針や組織づくりをとりまとめる。
- 1978年3月　機関誌改題「手」もうひとつの生活発行
- 2010年10月　一般財団法人に移行
- 2014年　一般財団法人を解散、任意団体となる。